# Hans Walter Süsskind
Hans Walter Süsskind, také Jan nebo Hanuš (1. května 1913 Praha – 25. března 1980 Berkeley, Kalifornie) byl britský klavírista, dirigent a hudební skladatel českého původu.

## Život
Otec skladatele byl významný vídeňský hudební kritik a jeho matka byla česká učitelka klavíru. Studoval na Pražské konzervatoři hru na klavír u Romana Veselého a mistrovskou školu u Karla Hoffmeistera. Absolvoval i kurz hry na čtvrttónový klavír a často koncertoval i na cembalu. Skladbu studoval soukromě u Fidelia Finka. Zahájil velmi úspěšnou koncertní kariéru v Praze i v zahraničí. Zaměřil se zejména na díla soudobých skladatelů. Např. v roce 1938 provedl v Praze poprvé souborné klavírní dílo Leoše Janáčka. Působil ve spolku Přítomnost i v uměleckém sdružení Mánes. Dirigování studoval u George Szella. V letech 1934–1937 působil jako dirigent pražského Německého divadla.
Prahu opustil 13. března 1939, dva dny před obsazením Čech a Moravy německou armádou. Za pomoci britského žurnalisty a pracovníků vyslanectví přijel do Spojeného království. V Anglii vytvořil České trio, které za podpory Jana Masaryka, tehdejšího československého velvyslance v Londýně, získalo v Británii řadu koncertních příležitostí.
V roce 1942 se stal dirigentem operního souboru Carl Rosa Opera Company a v roce 1944 s tímto souborem uskutečnil své první gramofonové nahrávky. Po válce se již do Československa nevrátil a po komunistickém puči v roce 1948 požádal o britské občanství, které mu bylo bez problémů uděleno. Již jako britský občan vystoupil v roce 1964 na hudební festivalu Pražské jaro.
V letech 1946–1952 působil jako šéfdirigent Royal Scottish National Orchestra v Glasgow. Poté odcestoval do Austrálie a až do roku 1955 vedl Melbourne Symphony Orchestra. Po krátkém působení v Izraeli byl jmenován ředitelem Toronto Symphony Orchestra. V Torontu pak působil až do roku 1965. Vyučoval zde rovněž dirigování na královské konzervatoři (The Royal Conservatory of Music). Od roku 1968 byl dirigentem Saint Louis Symphony Orchestra. V roce 1971 zahajoval newyorskou operním sezónu v divadle New York City Opera Janáčkovou operou Věc Makropulos.

## Dílo (výběr)
- Fantasietta pro klavír
- 10 slováckých písní pro klavír
- Lehká suita pro čtvrttónový klavír
- Malá suita pro violoncello v šestinotónové soustavě
- Partita contrapunktistica pro housle a klavír
- Alarm (kantáta, 1933)
- 4 písně pro soprán a smyčcový kvartet (1935)
- 9 slovenských črt pro orchestr
- Jací jsme (kantáta pro recitátora a smyčcový kvartet)
- Passacaglia pro tympány a komorní orchestr (1977)